# Космічна геодезія
Космічна геодезія (англ. geodesy cosmic (satellite); нім. kosmische Geodäsie f) — наука про визначення форми і розмірів Землі і положенні опорних пунктів за допомогою спостережень супутників Землі, при цьому використовуються методи спостережень, значною мірою вільні від рефракції і відхилень прямовисних ліній.
Використання супутникових спостережень дозволяє об'єднати різні референсні системи координат і утворити єдину систему координат.